# Rumæniens fodboldforbund
Federaţia Română de Fotbal (FRF) er Rumæniens nationale fodboldforbund og dermed det øverste ledelsesorgan for fodbold i landet. Det administrerer de fleste rumænske fodbolddivisioner og landsholdet og har hovedsæde i Bukarest.
Forbundet blev grundlagt i 1909. Det blev medlem af FIFA i 1923 og medlem af UEFA i 1954.

## Ekstern henvisning
- FRF.li

| Fodbold | Spire Denne artikel om en fodboldorganisation er en spire som bør udbygges. Du er velkommen til at hjælpe Wikipedia ved at udvide den. |